# Merry Christmas, Happy Holidays
Merry Christmas, Happy Holidays (englisch für „Frohe Weihnachten, Schöne Ferien“) ist ein Weihnachtslied der US-amerikanischen Boygroup *NSYNC aus dem Jahr 1998.

## Inhalt
Die Erstveröffentlichung von Merry Christmas, Happy Holidays erfolgte als Teil des Weihnachtsalbums Home for Christmas am 10. November 1998 bei RCA Records. Am 24. November 1998 erschien das Lied als erste Singleauskopplung aus dem Album. Diese erschien als 2-Track-CD-Single mit der B-Seite All I Want Is You (This Christmas).
Das dazugehörigen Musikvideo wurde unter der Regie von Lionel C. Martin gedreht. Im Video spielen die Bandmitglieder Justin Timberlake, JC Chasez, Lance Bass, Joey Fatone und Chris Kirkpatrick mit. Im Oktober 2009 veröffentlichte die Band den Titel auf der Videoplattform YouTube, wo es bis Januar 2024 über 21 Millionen Aufrufe zählte. Anfang Dezember 2023 brachte *NSYNC ein Animationsvideo zu dem Lied heraus und wurde seither 302 Tausend Mal aufgerufen.

## Kommerzieller Erfolg

### Chartplatzierungen
| Periode   | Höchstplatzierung, GesamtwochenChartplatzierungen (Periode, Platzierungen, Wochen) | Höchstplatzierung, GesamtwochenChartplatzierungen (Periode, Platzierungen, Wochen) | Höchstplatzierung, GesamtwochenChartplatzierungen (Periode, Platzierungen, Wochen) |
| Periode   | DE                                                                                 | AT                                                                                 | CH                                                                                 |
| --------- | ---------------------------------------------------------------------------------- | ---------------------------------------------------------------------------------- | ---------------------------------------------------------------------------------- |
| 2017/18   | DE59 (1 Wo.)DE                                                                     | AT74 (1 Wo.)AT                                                                     | —                                                                                  |
| 2018/19   | DE57 (1 Wo.)DE                                                                     | AT74 (1 Wo.)AT                                                                     | CH87 (1 Wo.)CH                                                                     |
| 2019/20   | DE79 (1 Wo.)DE                                                                     | —                                                                                  | CH95 (1 Wo.)CH                                                                     |
|           |                                                                                    |                                                                                    |                                                                                    |
|           |                                                                                    |                                                                                    |                                                                                    |
| 2021/22   | DE93 (1 Wo.)DE                                                                     | —                                                                                  | —                                                                                  |
|           |                                                                                    |                                                                                    |                                                                                    |
|           |                                                                                    |                                                                                    |                                                                                    |
| 2023/24   | DE94 (1 Wo.)DE                                                                     | —                                                                                  | CH96 (1 Wo.)CH                                                                     |
| 2024/25   | DE97 (1 Wo.)DE                                                                     | —                                                                                  | CH85 (1 Wo.)CH                                                                     |
| Insgesamt | DE57 (6 Wo.)DE                                                                     | AT74 (2 Wo.)AT                                                                     | CH85 (4 Wo.)CH                                                                     |

### Auszeichnungen für Musikverkäufe
| Land/Region | Auszeichnungen für Musikverkäufe (Land/Region, Auszeichnung, Verkäufe) | Verkäufe |
| ----------- | ---------------------------------------------------------------------- | -------- |
| Kanada (MC) | Platin                                                                 | 80.000   |
| Insgesamt   | 1× Platin ·                                                            | 80.000   |

Hauptartikel: *NSYNC/Auszeichnungen für Musikverkäufe